# Dallenwil
Dallenwil je obec ve švýcarském kantonu Nidwalden. Leží přibližně 4 kilometry jihovýchodně od hlavního města kantonu, Stansu. Žije zde přibližně 1 800 obyvatel.

## Geografie
Dallenwil leží na východním svahu Stanserhornu mezi levým břehem řeky Engelberger Aa až po masivy Hohberg a Arvigrat. Obec se skládá z následujících vesnic a sídelních oblastí: Städtli, Chapellendorf, Mühledorf, Vorder-, Hinter- a Ober-Dallenwil a Oberau. Wirzweli, Wiesenberg, Dürrenboden a Wissifluh leží na terase v nadmořské výšce 1200 metrů. Rozlohou je Dallenwil pátou největší obcí v kantonu Nidwalden.
Z celkové rozlohy obce tvoří pouze 4,6 % zastavěná plocha. Velkou část rozlohy obce, 38,0 %, pokrývají lesy a lesní porosty. Ještě větší plocha, 53,7 %, je využívána zemědělsky, často jako vysokohorské pastviny. Pouze 3,7 % tvoří neproduktivní plochy (většinou horské).

## Historie

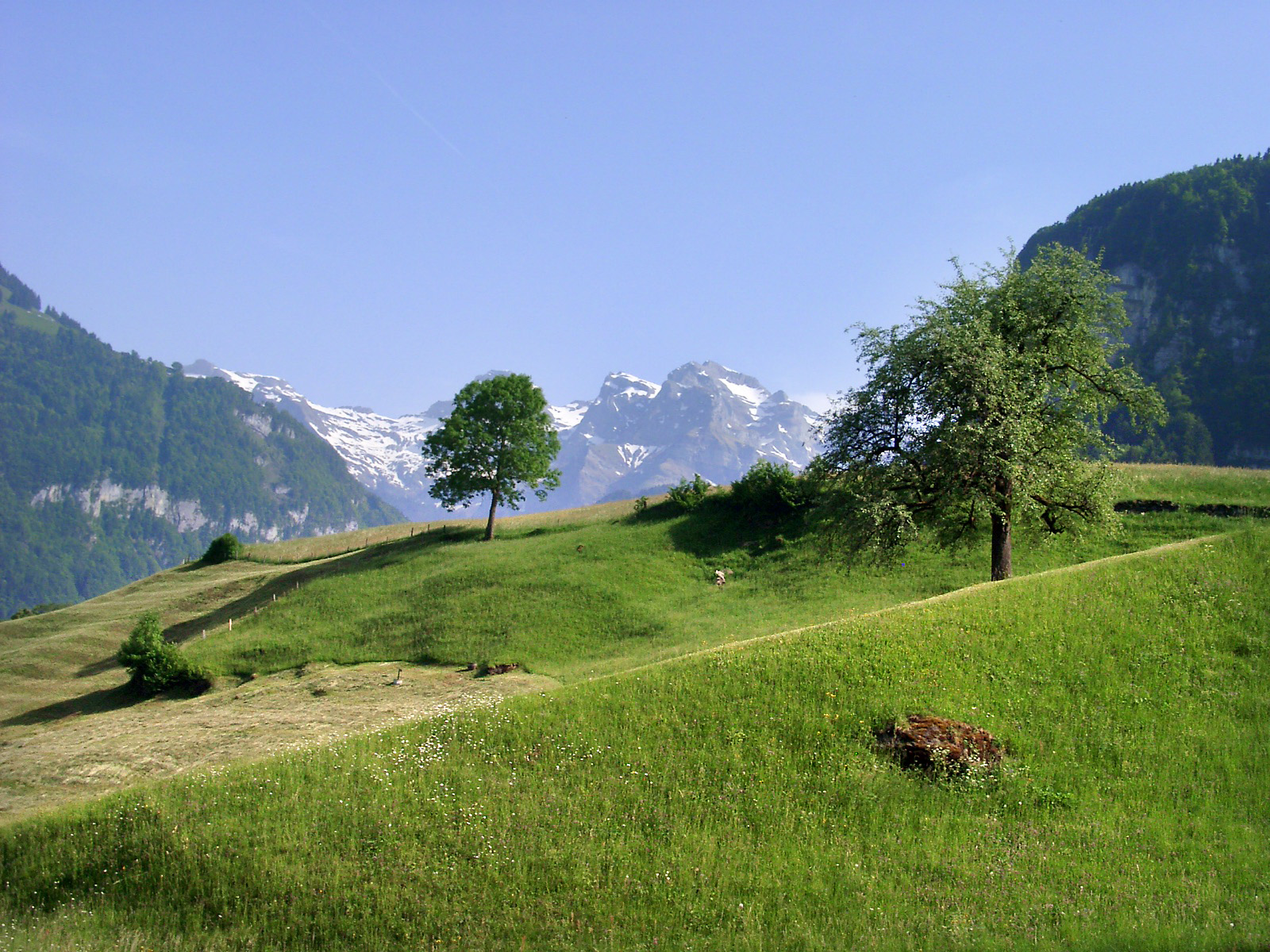
Horské oblasti v okolí obce

Dallenwil je poprvé písemně doložen kolem roku 1200 jako de Telliwilare. Předpona pravděpodobně obsahuje starohornoněmecké osobní jméno Tello; název místa by tak znamenal „Tellova usedlost“. Etymologické vztahy jsou však v detailech nejasné a otázky vyvolává i změna z Tel- na Tal-, která byla poprvé zaznamenána v roce 1408.
Oblast byla osídlena mnohem dříve. Pravěcí lovci pravděpodobně přicházeli z nedalekého Drachenlochu (Ennetmoos) na lovecké výpravy až do Dallenwilu. Prvními osadníky byli pravděpodobně Keltové, Římané a později Alamani. Různá pomístní a polní jména označují tato raná sídla. Nejstarší dokument významný pro obec Dallenwil se nachází v urbáři kláštera Muri z roku 1065, v němž je oblast „Vejce“ (Wiesenberg) popsána jako majetek kláštera. Jelikož se jedná o alpské území, lze předpokládat, že již v této době bylo území obce Dallenwil ve větší či menší míře využíváno. Název Dallenwil (Telliwilare) se poprvé objevuje v zájmové listině kláštera Engelberg z doby kolem roku 1190 nebo o něco později. První veřejnou korporací, která se ujala společných úkolů obyvatelstva, byla Ürtekorporation, poprvé zmiňovaná v roce 1348 a existující dosud.
Dallenwil má jeden z nejstarších obecních erbů. Ten byl zcela zapomenut, dokud Heinrich Angst v roce 1899 nezveřejnil v časopise Anzeiger für schweizerische Altertumskunde desku korporace Dalwil z roku 1522 v Hamburku, na níž je jako erb zobrazen svatý Vavřinec s roštem a palmovou ratolestí. Svatý Vavřinec je od roku 1473 patronem kaple v Dallenwilu. V roce 1905 byl erb zařazen do řady obecních symbolů a od té doby je považován za oficiální.

## Obyvatelstvo

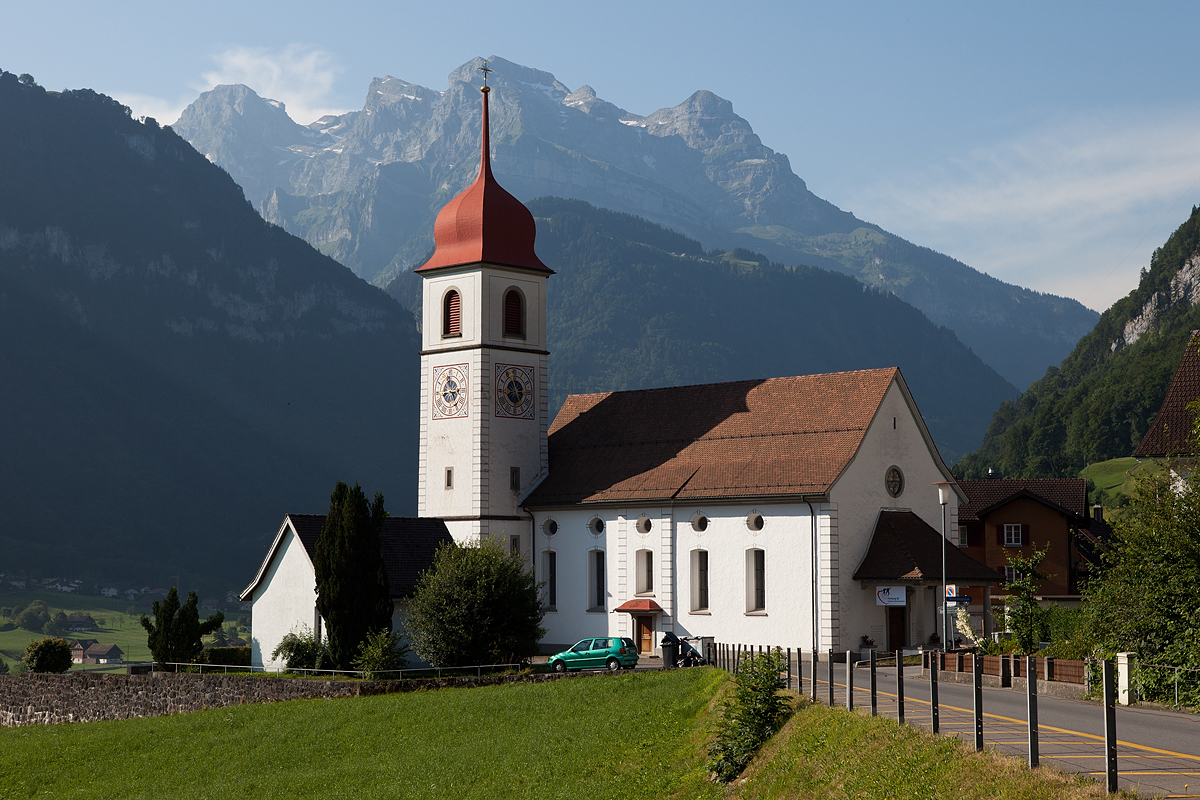
Kostel v obci

K 31. prosinci 2021 v obci žilo 1857 obyvatel.

### Vývoj populace
Do roku 1920 se z Dallenwilu kvůli nedostatku pracovního uplatnění vystěhovalo mnoho místních obyvatel. Přes vysoký přebytek narozených dětí to vedlo v tomto období k úbytku obyvatel (1850–1920: -7,7 %). V meziválečném období došlo k silnému nárůstu (1920–1941: +28,7 %). Po desetiletí stagnace začal růst počtu obyvatel, který trvá dosud (1950–2009: +106,4 %). Důvodem bylo zlepšení dopravní obslužnosti a zejména výstavba dálnice A2. Obec se stala atraktivní pro dojíždějící také díky blízkosti hlavního města Nidwaldenu Stansu a příznivým cenám stavebních pozemků.
| Vývoj počtu obyvatel | Vývoj počtu obyvatel | Vývoj počtu obyvatel | Vývoj počtu obyvatel | Vývoj počtu obyvatel | Vývoj počtu obyvatel | Vývoj počtu obyvatel | Vývoj počtu obyvatel | Vývoj počtu obyvatel | Vývoj počtu obyvatel | Vývoj počtu obyvatel | Vývoj počtu obyvatel | Vývoj počtu obyvatel | Vývoj počtu obyvatel | Vývoj počtu obyvatel | Vývoj počtu obyvatel | Vývoj počtu obyvatel | Vývoj počtu obyvatel | Vývoj počtu obyvatel | Vývoj počtu obyvatel |
| -------------------- | -------------------- | -------------------- | -------------------- | -------------------- | -------------------- | -------------------- | -------------------- | -------------------- | -------------------- | -------------------- | -------------------- | -------------------- | -------------------- | -------------------- | -------------------- | -------------------- | -------------------- | -------------------- | -------------------- |
| Rok                  | 1850                 | 1860                 | 1870                 | 1880                 | 1888                 | 1900                 | 1910                 | 1920                 | 1930                 | 1941                 | 1950                 | 1960                 | 1970                 | 1980                 | 1990                 | 2000                 | 2010                 | 2015                 | 2020                 |
| Počet obyvatel       | 731                  | 690                  | 652                  | 700                  | 676                  | 612                  | 665                  | 675                  | 744                  | 869                  | 869                  | 986                  | 1074                 | 1142                 | 1464                 | 1649                 | 1791                 | 1797                 | 1848                 |

### Jazyky
Téměř všichni obyvatelé mluví německy jako každodenním hovorovým jazykem, avšak silně alemanským dialektem. Při sčítání lidu v roce 2000 uvedlo 95,8 % obyvatel jako svůj hlavní jazyk němčinu, 1,4 % albánštinu a 0,7 % srbochorvatštinu.

### Národnostní složení
Z 1857 obyvatel na konci roku 2021 bylo 1684 (90,68 %) švýcarských státních příslušníků. Většina přistěhovalců pochází ze střední Evropy (Německo 55 a Polsko 8 osob), jižní Evropy (Portugalsko 25 a Itálie 21 osob) a bývalé Jugoslávie (Kosovo 32 osob). Při sčítání lidu v roce 2000 mělo 1559 osob (94,54 %) švýcarské občanství; z toho 46 osob mělo dvojí občanství.

## Hospodářství
Původně v Dallenwilu převládalo zemědělství. V Dallenwilu se nacházejí menší průmyslové podniky (stavba lanovek, stavební firma) i podniky obchodu a služeb (banka, tiskárna). V oblasti Dürrenboden se stále nachází 46 zemědělských podniků a vysokohorské zemědělství.

## Doprava

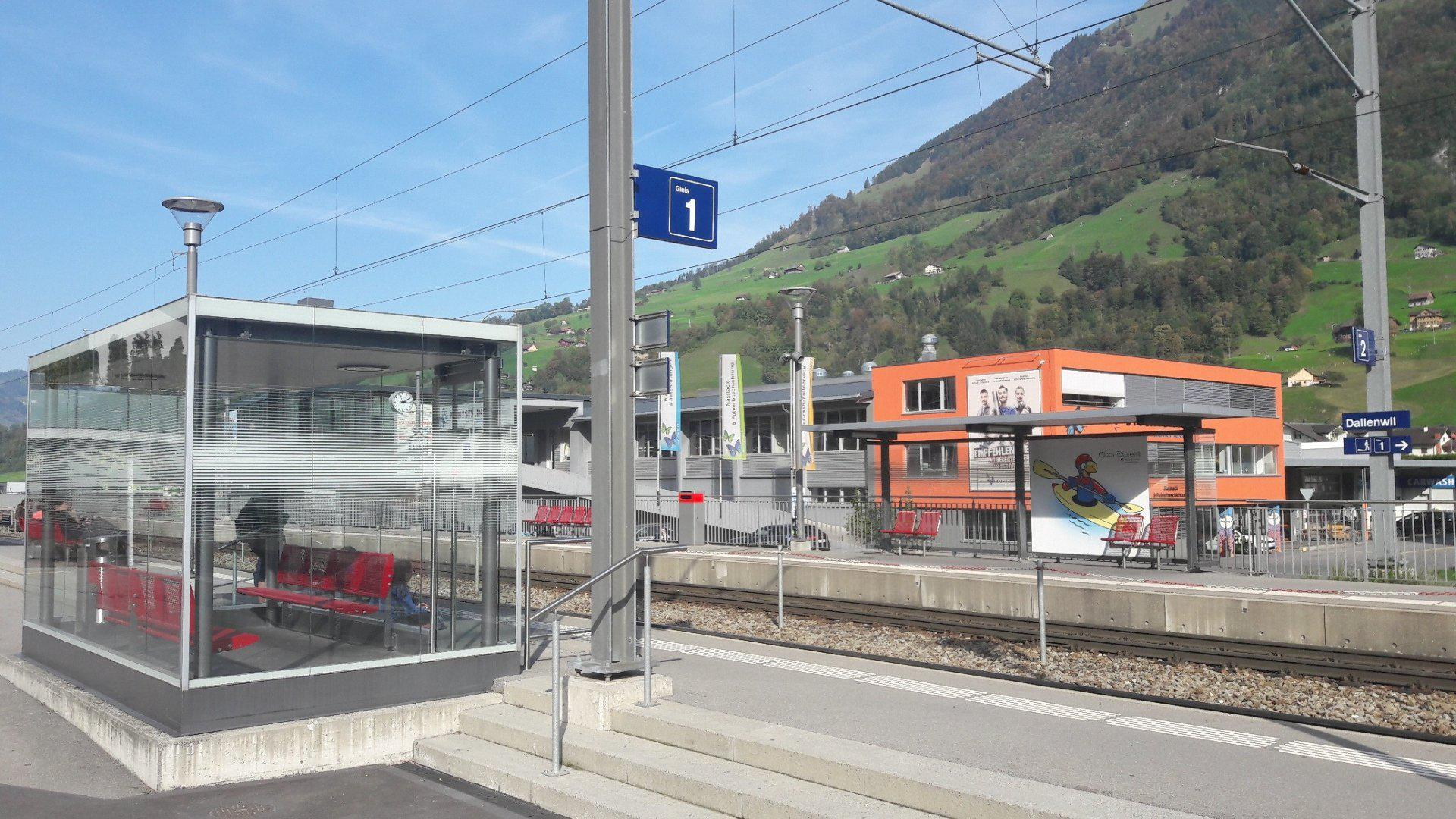
Železniční stanice Dallenwil

Obec Dallenwil leží na železniční trati Luzern-Stans-Engelberg-Bahn společnosti Zentralbahn; železniční stanice je konečnou stanicí linky S4 lucernské příměstské železnice. K dálnici A2 se lze dostant za několik minut. Lanovky Dallenwil–Wirzweli a Dallenwil–Wiesenberg umožňují přístup do oblasti Wiesenberg/Wirzweli na západní straně údolí, kde se nachází 150 rekreačních domů jako lyžařská, rekreační a turistická oblast. Na východní straně údolí vede lanová dráha Dallenwil–Niederrickenbach do poutního místa Maria Rickenbach (obec Oberdorf) bez automobilů a do povodí Brisenu.